# Чорний пудинг
Чорний пудинг — це окремий регіональний тип кров'янок, що походить із Великої Британії та Ірландії. Його готують із свинячої або яловичої крові, зі смальцем або суетом та злакових, зазвичай вівсяних пластівців, вівсяної крупи або ячної крупи. Висока частка злаків, разом із вживанням певних трав, таких як м'ята блошина, слугує для відмінності чорного пудингу від кров'янок, які споживають в інших частинах світу.

## Етимологія
Вважається, що слово пудинг походить від французького boudin, спочатку від латинського botellus, що означає «маленька ковбаса».

## Історія та рецепти
Кров'яні пудинги часто вважають однією з найдавніших форм ковбаси. Як правило, тварин знекровлюють при забої, і оскільки кров швидко псується, якщо її не приготувати якимось чином, приготування пудингу є одним із найпростіших способів запобігти її втраті. Хоча більшість сучасних рецептів чорного пудингу становлять свинячу кров, це не завжди було так. Також використовували овечу або коров'ячу кров, а в одному з англійських рецептів XV століття використовували морську свиню в пудингу, який їла виключно знать. Принаймні до XIX століття кров корів та овець була звичайною основою для чорних пудингів у Шотландії; Шотландський словник Джеймісона визначив «чорний пудинг» як «пудинг, приготований з крові корови або вівці».
Як продукт процесу забою їжі чорний пудинг історично пов'язували із Днем святого Мартина, коли відбувались щорічні забої худоби. До 19 століття приготування чорного пудингу було пов'язане з містами, відомими своїми великими свинячими ринками, такими як Стретфорд у Ланкаширі чи Корк Ірландія. До цього часу чорні пудинги загалом не входили до книг рецептів, розрахованих на міських домогосподарок, оскільки вони більше не мали доступу до вбитої додому свинини, хоча рецепти продовжували з'являтися в шотландських книгах до 20 століття.
Більшість традиційних рецептів із Великої Британії передбачають перемішування свіжої крові, додавання жиру та певної форми сухарів, та приправу перед тим, як заливати суміш в оболонку та кип'ятити. Раніше використовувались натуральні оболонки з яловичої кишки, хоча сучасні комерційні пудинги використовують синтетичну целюлозну шкіру і зазвичай виробляються з імпортованої висушеної крові. Відносно обмежений асортимент інгредієнтів та використання вівса чи ячменю для згущення та поглинання крові є типовим для чорного пудингу порівняно з континентальними кров'яними ковбасами. Незважаючи на це, рецепти чорного пудингу все ще демонструють більше регіональних варіацій на островах, ніж інші ковбаси, причому багато м'ясників мають власні індивідуальні рецепти. Панірувальні сухарі або борошно іноді використовуються для доповнення вівса або ячменю, а пропорція та структура жиру, що використовується, або цукру також можуть коливатися в широких межах. Блошина м'ята, майоран, чебрець та м'ята перцева — все це традиційні ароматизатори: блошина м'ята була відома як пудинг-ірб у Норт-Райдинг Йоркширу за використання в чорних пудингах. Інші трави та спеції, які іноді використовують у традиційних чорних пудингах, становлять кмин, руту та петрушку.
Хоча страва була відома як чорний пудинг протягом століть, blak podyngs після запису прибл. 1450, для страви також використовувався ряд діалектних назв, таких як чорний горщик (у Сомерсеті), та кривавий горщик, особливо стосовно посилань, приготованих у глиняному посуді, а не в ковбасній оболонці.

## Регіональна популярність
У Сполученому Королівстві чорний пудинг особливо асоціюється з Чорною Країною, Північно-Західною Англією та Шотландією: він вважається особливим делікатесом у Сторновеї та Ланкаширі, особливо в таких містах, як Бері, де його традиційно варять і подають до столу з солодовим оцтом із паперової упаковки. Він також був знайдений у Йоркширі, де чорні пудинги були присмачені лимонним чебрецем та чабером: чорні пудинги з Барнслі були особливо відомі. Сторновейський чорний пудинг, приготований на західних островах Шотландії, отримав статус захищеного географічного показника походження. Після цього позначення м'ясники в Бері намагалися продемонструвати свою історію виробництва та продажу продукту. Одна така претензія датується 1810 р. Привезений туди іммігрантами, чорний пудинг зараз є частиною місцевої кухні канадських провінцій Нова Шотландія та Ньюфаундленд і Лабрадор. Чорний пудинг також широко доступний у супермаркетах та м'ясних магазинах Австралії та Нової Зеландії, хоча він не такий популярний, як у Великій Британії та Ірландії.
В Ірландії, крім більш загального типу чорного пудингу, існує окремий регіональний сорт, що називається дрішин, який особливо асоціюється з Корком. Дрішин зазвичай виготовляють з коров'ячої крові, хоча до недавнього минулого він також виготовлявся з овечої крові, а іноді був присмачений пижмом. Снім чорний пудинг — місцевий сорт, приготований у графстві Керрі; він має статус захищеного географічного зазначення (ЗГУ).

## Споживання

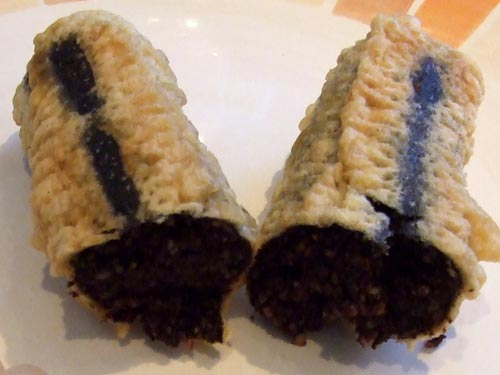
Один чорний пудинг у клярі фритюрі в магазині (прибл. 20 cm довжину), у розрізі

Чорний пудинг можна смажити на грилі, смажити, запікати або варити в шкірці. Його також можна їсти холодним, оскільки він готується на виробництві. У частинах північно-західної Англії та в Чорній Країні зазвичай подавали цілий чорний пудинг, зварений як повноцінну страву, з хлібом або картоплею, але в інших місцях Великої Британії та Ірландії скибочки смаженого або у грилі чорного пудингу частіше подають як частину традиційного повноцінного сніданку — традиції, яку наслідували британські та ірландські емігранти у всьому світі.
У Шотландії та на півночі Англії деякі продуктові магазини продають смажений чорний пудинг, смажений у фритюрі. 
До нових кулінарних варіантів чорного пудингу належить морозиво з чорного пудингу, хоча, можливо, більш традиційний сучасний рецепт використовує його як супровід до морських гребінців. Яйця по-шотландськи, приготовані з чорним пудингом, наприклад, «Манчестерське яйце», набули поширення.

## Харчування
Чорний пудинг є хорошим джерелом білка; у ньому мало вуглеводів, а також багато цинку та заліза. Через ці харчові якості його було описано як «суперпродукт», хоча в багатьох рецептах також дуже багато насичених жирів та солі. 

## Фестивалі
Із 1980-х років у Рамсботтомі проводиться Чемпіонат світу з метання чорного пудингу. Жартівливе змагання викликає традиційне суперництво Ланкашир — Йоркшир, коли учасники кидають чорні пудинги в купи Йоркширських пудингів. Воно відбувається щороку у вересні і привертає до міста тисячі конкурентів та глядачів.
В останні роки Бейкап фуд і Фестиваль чорного пудингу були проведені в Бейкапі.